# 크로캉부슈

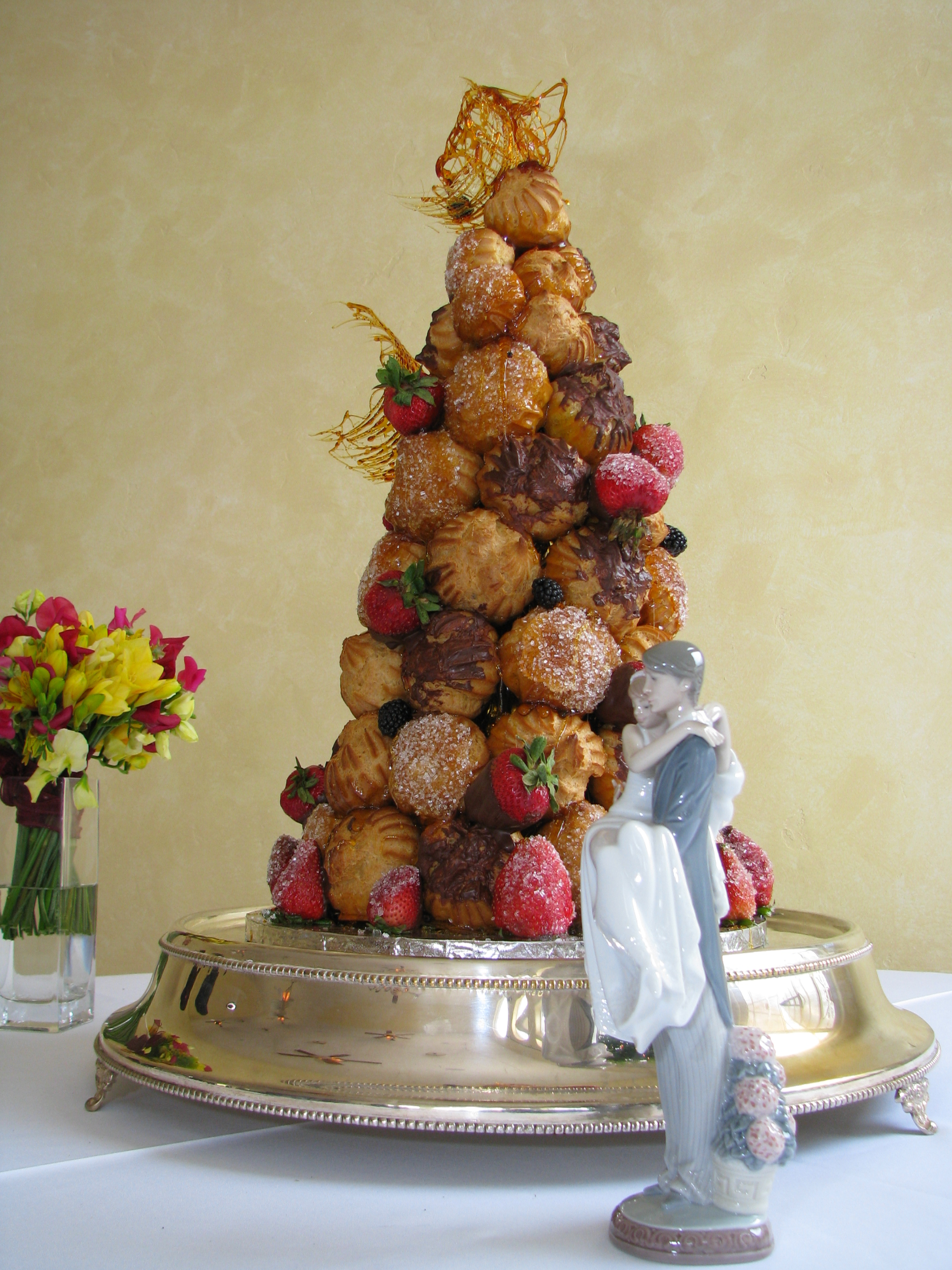

크로캉부슈(croquembouche, 프랑스어: [kʁɔ.kɑ̃.buʃ], croque-en-bouche)는 슈 페이스트리 퍼프를 원뿔 모양으로 쌓아 캐러멜 실로 묶은 프랑스 디저트이다. 이탈리아와 프랑스에서는 종종 결혼식, 세례식 및 첫 영성체에서 제공된다.

## 이름
이름은 "입에서 바삭거리는 [무언가]"를 의미하는 프랑스어 문구인 croque en bouche에서 유래했다.

## 장식
크로캉부슈는 (보통 크림으로 채워진) 슈(choux)를 원추형으로 쌓고 방적 설탕으로 묶은 것으로 구성된다. 설탕을 입힌 아몬드, 초콜릿, 식용 꽃과 같은 다른 제과로 장식할 수도 있다. 때로는 마카롱이나 가나슈로 덮여 있다.

## 역사
크로캉부슈의 발명은 종종 1815년 요리책인 르 파티시에 로열 파리지앵(Le Pâtissier royal parisien)에 포함시킨 안토닌 카렘(Antonin Carême)에 기인하지만, 빠르면 1806년 앙드레 비아르(André Viard)의 요리 백과사전인 르 퀴지니에 임페리얼(Le Cuisinier Impérial)과 앙투안 보빌리에(Antoine Beauvilliers)의 1815년 요리사의 기술(L'Art du Cuisinier)에도 언급되어 있다. 비아르의 백과사전 및 기타 초기 문헌(예: Grimod de La Reynière's, Néo-physiologie du goout)에는 대규모 연회 중 코스 사이에 제공되는 맛있고 달콤한 정교한 요리인 앙트르메 목록에 포함되어 있다.

## 기록
2009년 3월 6일, 푸네에 기반을 둔 마하라슈트라 주립 호텔 경영 및 케이터링 기술 연구소(Maharashtra State Institute of Hotel Management and Catering Technology)의 졸업생들은 인도에서 가장 큰 크로캉부슈를 만든 후 림카 기록부(Limca Book of Records)에 등록되었다. 높이는 15피트(4.5m)로 기록되었다.